# Danilo Pudgar
Danilo Pudgar, slovenski smučarski skakalec, * 3. maj 1952, Črna na Koroškem.
Pudgar je za Jugoslavijo nastopil na Zimskih olimpijskih igrah 1972 v Saporu, kjer je na srednji skakalnici osvojil 27., na veliki pa osmo mesto. Med letoma 1971 in 1975 je nastopal na tekmah turneje štirih skakalnic, najboljšo uvrstitev je dosegel 6. januarja 1972, ko je na tekmi v Bischofshofnu osvojil štirinajsto mesto.
Tudi njegov starejši brat Drago je bil smučarski skakalec. Leta 1972 je bil izbran za slovenskega športnika leta.